# Apáthy-szikla
Az Apáthy-szikla egy Budapest II. kerületében található védett természeti érték.

## Leírása
Budapest II. kerületében, Nyék városrész déli részén található, a 376 méter magas Látó-hegy főtömbjének délnyugatra előreugró, látványos sziklaképződménye. A szirt egy dolomitrög, amely az Ördög-árok mély völgyének lipótmezei szakasza fölé magasodik, falszerű, meredek lejtővel. A Kőkaputól délnyugatra található, 242 méter magas. A nevét a terület egykori tulajdonosától kapta, alatta volt egykor a lipótmezei vendéglő és az Apáthy-major; utóbbi a Vadaskert erdejének délkeleti szélén terült el, a Kondor utca 5–7. szám alatt. Az Apáthy-szikla felszíne 1977 óta helyi jelentőségű természetvédelmi terület (20/14/TT/77). A védett terület nagysága 5,745 hektár, határai a Nagybányai út, a Madár utca, a Páfrányliget utca és a Görgényi út. A szikla tetejéről szép kilátás tárul a kiránduló elé, a város távolabbi pontjaira is ellátni.

## Flórája
A szikla területén tölgyes, sajmeggyes és cserszömörcés karsztbokorerdő él, és sziklagyepek, de látható sziklahasadék-társulás, nyílt dolomitgyep, sziklafüves lejtősztyep, nyúlfarkfüves gyep is. Az egyik különleges növény a budai nyúlfarkfű (Sesleria sadleriana), ami jégkorszaki maradványnak tekinthető. Ezen kívül 26 védett növényfaj él itt, köztük a hegyi árvalányhaj (Stipa joannis), a törpe nőszirom (Iris pumila), a magyar repcsény (Erysimum odoratum), és az István király-szekfű (Dianthus plumarius ssp. regis-stephani).

## Faunája
A sziklán védett állatok is élnek, köztük hét futrinkafaj, mint pl. a dunántúli kékfutrinka (Carabus germarii), a nagy hőscincér (Cerambyx cerdo), az imádkozó sáska (Mantis religiosa). A rovarok közül még él itt kardoslepke (Iphicides podalirius), atalantalepke (Vanessa atalanta) és halálfejes lepke (Acherontia atropos). A hüllők közül a fali gyík (Podarcis muralis), a zöld gyík (Lacerta viridis) és a  közönséges lábatlangyík (Anguis fragilis) élőhelye. A szikla körül megfigyelhetőek a környező erdők madarai is, például holló (Corvus corax) és héja (Accipiter gentilis). Érdekesek a sziklákon megtalálható fúrókagyló nyomok, amelyek azt jelzik, hogy a terület egykor tenger alatt volt.

## Külső hivatkozás
- Budapest védett természeti értékei 4.